# Temporada 2001 del Campeonato Mundial de Supersport
La Temporada 2001 del Campeonato Mundial de Supersport fue la tercera temporada del Campeonato Mundial de Supersport, pero la quinta teniendo en cuenta las dos celebradas bajo el nombre de Serie Mundial de Supersport. La temporada comenzó el 11 de marzo en Circuito Ricardo Tormo y terminó el 30 de septiembre en Circuito de Imola después de 11 carreras.
El campeonato de pilotos fue ganado por Andrew Pitt con un total de 5 victorias. El campeonato de constructores fue ganado por Yamaha.

## Calendario y resultados
| Ronda | Fecha            | Ronda                       | Circuito         | Piloto Ganador       | Vuelta rápida | Pole Position |
| ----- | ---------------- | --------------------------- | ---------------- | -------------------- | ------------- | ------------- |
| 1     | 11 de marzo      | Bandera de España           | Valencia         | Fabien Foret         | Pere Riba     | Pere Riba     |
| 2     | 22 de abril      | Bandera de Australia        | Phillip Island   | Paolo Casoli         | Kevin Curtain | Kevin Curtain |
| 3     | 29 de abril      | Bandera de Japón            | Circuito de Sugo | Paolo Casoli         | Paolo Casoli  | Pere Riba     |
| 4     | 13 de mayo       | Bandera de Italia           | Monza            | Vittoriano Guareschi | James Whitham | Paolo Casoli  |
| 5     | 27 de mayo       | Bandera del Reino Unido     | Donington        | Vittoriano Guareschi | Paolo Casoli  | Paolo Casoli  |
| 6     | 10 de junio      | Bandera de Alemania         | Lausitz          | Fabien Foret         | Kevin Curtain | Paolo Casoli  |
| 7     | 23 de junio      | Bandera de San Marino       | Misano Adriatico | Iain MacPherson      | Jörg Teuchert | Paolo Casoli  |
| 8     | 28 de julio      |                             | Brands Hatch     | James Whitham        | Jörg Teuchert | Jörg Teuchert |
| 9     | 2 de septiembre  | Bandera de Alemania         | Oschersleben     | Fabien Foret         | Fabien Foret  | Paolo Casoli  |
| 10    | 9 de septiembre  | Bandera de los Países Bajos | Assen            | Katsuaki Fujiwara    | Paolo Casoli  | Paolo Casoli  |
| 11    | 30 de septiembre | Bandera de Italia           | Imola            | Karl Muggeridge      | Fabien Foret  | Andrew Pitt   |

## Estadísticas

### Campeonato de pilotos
| Pos | Piloto               | Constructor     | Equipo                         | Pts |
| --- | -------------------- | --------------- | ------------------------------ | --- |
| 1   | Andrew Pitt          | Kawasaki ZX-6R  | Fuchs Kawasaki                 | 149 |
| 2   | Paolo Casoli         | Yamaha YZF-R6   | Yamaha Belgarda                | 147 |
| 3   | Jörg Teuchert        | Yamaha YZF-R6   | Wilbers Suspension             | 135 |
| 4   | Jamie Whitham        | Yamaha YZF-R6   | Yamaha Belgarda                | 106 |
| 5   | Kevin Curtain        | Honda CBR600    | BKM Honda                      | 102 |
| 6   | Pere Riba            | Honda CBR600    | Ten Kate Honda                 | 94  |
| 7   | Karl Muggeridge      | Suzuki GSX-R600 | Suzuki Alstare Corona          | 92  |
| 8   | Fabien Foret         | Honda CBR600    | Ten Kate Honda                 | 90  |
| 9   | Iain MacPherson      | Kawasaki ZX-6R  | Fuchs Kawasaki                 | 67  |
|     | Fabrizio Pirovano    | Suzuki GSX-R600 | DMR Suzuki Italia              | 67  |
| 11  | Piergiorgio Bontempi | Yamaha YZF-R6   | Team Italia Lorenzini          | 58  |
|     | Katsuaki Fujiwara    | Suzuki GSX-R600 | Suzuki Alstare Corona          | 58  |
| 13  | Christophe Cogan     | Yamaha YZF-R6   | Saveko Dee Cee Jeans           | 54  |
| 14  | Christian Kellner    | Yamaha YZF-R6   | Wilbers Suspension             | 51  |
| 15  | Adam Fergusson       | Honda CBR600    | Alpha Technik Castrol          | 49  |
| 16  | Vittoriano Guareschi | Ducati 748      | Dienza Ducati Racing           | 43  |
| 17  | Chris Vermeulen      | Honda CBR600    | Castrol Honda                  | 27  |
| 18  | Vittorio Iannuzzo    | Suzuki GSX-R600 | DMR Suzuki Italia              | 20  |
| 19  | Werner Daemen        | Yamaha YZF-R6   | Yamaha Belgium                 | 19  |
| 20  | Cristiano Migliorati | Honda CBR600    | BKM Honda                      | 18  |
| 21  | Karl Harris          | Suzuki GSX-R600 | Crescent Suzuki                | 17  |
| 22  | Dean Thomas          | Ducati 748      | Dienza Ducati Racing           | 15  |
| 23  | Christer Lindholm    | Yamaha YZF-R6   | Yamaha Belgium                 | 12  |
| 24  | Alessio Corradi      | Yamaha YZF-R6   | Italia Alpha Centauri          | 9   |
| 25  | Ivan Goi             | Honda CBR600    | BKM Racing                     | 7   |
|     | Jan Hansson          | Yamaha YZF-R6   | Saveko Dee Cee Jeans           | 7   |
| 27  | Markus Barth         | Honda CBR600    | Alpha Technik Castrol          | 5   |
|     | Nello Russo          | Yamaha YZF-R6   | Parimotor                      | 5   |
| 29  | Robbie Baird         | Yamaha YZF-R6   | RadarsTeam Yamaha              | 4   |
| 30  | Jürgen Oelschläger   | Suzuki GSX-R600 | Steinhausen Racing             | 3   |
|     | Michael Schulten     | Yamaha YZF-R6   | Yamaha Laaks Racing            | 3   |
| 32  | Sébastien Le Grelle  | Honda CBR600    | Moto 1 Honda Elf Dho           | 2   |
|     | Camillo Mariottini   | Ducati 748      | Ducati NCR                     | 2   |
| 34  | Stefano Cruciani     | Yamaha YZF-R6   | Team Italia Lorenzini by Leoni | 1   |
| 35  | Robert Frost         | Yamaha YZF-R6   | Saveko Dee Cee Jeans           | 1   |
| 36  | Scott Smart          | Suzuki GSX-R600 | Scott Smart Racing             | 1   |

### Campeonato de constructores
| Pos | Constructor | Pts |
| --- | ----------- | --- |
| 1   | Yamaha      | 219 |
| 2   | Honda       | 184 |
| 3   | Kawasaki    | 161 |
| 4   | Suzuki      | 127 |
| 5   | Ducati      | 50  |